# رضا سبحانی
رضا سبحانی (زاده ۱۳۳۴ اهواز) نویسنده و کارگردان سینمای ایران است.

## زندگی‌نامه
سبحانی اولین تجربیات فیلم‌سازی را در سینمای آزاد اهواز آغاز کرد. نقطه عطف این تجربیات فیلم مستند «کشتار» بود. این فیلم در اولین جشنواره سینمایی بعد از انقلاب اسلامی «میلاد» در سال ۱۳۶۰ جایزه بهترین فیلم را دریافت کرد.
وی روند فیلم‌سازی خود را با فیلم‌های مستند و کوتاه دنبال کرد. وی سپس برای کسب تجربیات بیشتر در عالم سینمای حرفه‌ای˛ چند سالی را به عنوان دستیار کارگردان در فیلمهای کیانوش عیاری و همچنین مهدی صباغ‌زاده همکاری داشت…
فیلم کوتاه «راهبان» سرآغاز سینمای جدی و مورد علاقه و عصاره تمامی تجربیات سینمایی اش بود. این فیلم جوایز و موفقیت‌های بین‌المللی زیادی همراه داشت و بین سال‌های ۱۹۹۸ تا ۲۰۰۱ در ده‌ها جشنواره خارجی و بین‌المللی از جمله: تورنتو کانادا - کیوتو و توکیو ژاپن – آپسالا سوئد – درآما یونان – پوسان کره جنوبی – درسدن المان – سینه ریل فرانسه – هامبورگ المان – وینترتور سوئیس – کلن المان – تامپره فنلاند – کلارا هند – اولین جشنواره فیلم عرب در کشور قطر و… حضور می‌یابد…
این فیلم درجشنواره تورنتو در فهرست انتخابی برای اسکار معرفی شد… فیلم راهبان همچنین فیلم منتخب عباس کیارستمی برای نمایش در جشنواره توکیو ژاپن˛ و در بخش منشور سینمای ایران این جشنواره به نمایش درآمد…
سبحانی در سال ۱۳۸۰ اولین فیلم بلند سینمایی خود را با عنوان «زیستن» کارگردانی کرد. دومین ساخته بلند سینمایی اش فیلم(خاک سرد) است که برنده بهترین فیلم و کارگردانی سی و هشتمین دوره جشنواره بین‌المللی فیلم رشد و سازمان کشورهای اسلامی (ایسسکو) گردید… از آثار دیگر او می‌توان به «آفتاب پشت برف»، «رژیم طلایی» و «به تهران خوش آمدید» را نام برد.

## فیلم‌شناسی
مجموعه فعالیت‌های سبحانی در قالب مسئولیت‌های مختلف به شرح زیر است

### کارگردان
- دختران دریا
- به تهران خوش آمدید
- رژیم طلایی
- آفتاب پشت برف
- خاک سرد
- زیستن

### نویسنده
- رژیم طلایی
- خاک سرد
- زیستن